# 不動產開發商
不動產開發商（英語：Property developer / Real estate developer），簡稱地產商、發展商，又稱地產開發公司等。它是負責不動產開發項目的商事企業，不是地產代理公司之類的中介人，而是房地產或土地公契持有人，繼政府後的土地第二擁有人。
地產發展商通常不是小本經營的中小企，他們必須有大量的資本投入，例如用於競投拍賣的土地，之後向政府當局報上計劃書，申請建築工程，獲批後把建造工程外判給建築公司，不論該地產發展商旗下是否有承建公司，品質控制、平頂、申請入伙紙、公關、市場推廣、住宅、商場、寫字樓和待價而沽等等，都是大型投資活動。

## 香港
香港四大發展商為新鴻基地產、恒基兆業地產、長江實業集團及新世界發展。有時為了減少投資額，實現利潤最大化，地產商各出奇謀，例如賣樓花、「官商合作」平價收地、收舊樓重建、投地之後更改地積比率、屏風樓、縮水樓、換地權益書和丁屋等。

## 中國大陸
如碧桂園實行「高週轉」策略，在極短的週期內回籠資金。

## 相關
- 釘子戶
- 現金流
- 爛尾樓
- 地產霸權
- 香港地產業